# Провитамины
Провитамины (др.-греч. προ- — перед, раньше) — биохимические предшественники витаминов, которые в организме превращаются в их активные формы (собственно, витамины).

## Основные провитамины
- Каротин — жёлто-оранжевый пигмент, непредельный углеводород из группы каротиноидов, является провитамином ретинола (витамина А).
- Триптофан — незаменимая аминокислота в организме человека, является своего рода провитамином, так как бактериальная флора кишечника человека может синтезировать из неё витамин B3
- Эргостерин — провитамин витамина D2, полициклический спирт (стероид), содержащийся в дрожжах, грибах, некоторых водорослях.
- 7-Дегидрохолестерин — провитамин витамина D3, содержится в коже человека.

## Витамины и соответствующие провитамины
| Витамин     | Провитамин (витамер)                                                       |
| ----------- | -------------------------------------------------------------------------- |
| Витамин А   | Ретиналь, каротиноиды, каротин, ксантофилл                                 |
| Витамин B1  | тиамин, тиаминпирофосфат                                                   |
| Витамин B2  | Рибофлавин, Флавин мононуклеотид (FMN), Флавин аденин динуклеотид (FAD)    |
| Витамин PP  | ниацин, ниацинамид                                                         |
| Витамин B5  | пантотеновая кислота                                                       |
| ВитаминB6   | пиридоксин, пиридоксамид, пиридоксаль, пиридоксаль 5-фосфат                |
| Витамин B7  | Биотин                                                                     |
| Витамин B9  | Фолиевая кислота, 5-метилтетрагидрофолат                                   |
| Витамин B12 | цианокобаламин, гидроксокобаламин, метилкобаламин, аденозилкобаламин       |
| Витамин C   | аскорбиновая кислота, аскорбат кальция, аскорбат натрия и другие аскорбаты |
| Витамин D   | эргокальциферол (D2), холекальциферол (D3)                                 |
| Витамин E   | Токоферолы (d-альфа, d-бета, d-гамма, и d-дельта), токотриенолы            |
| Витамин K   | филлохинон(K1), менахинон (K2)                                             |